# أوستن كار
أوستن كار (بالإنجليزية: Austin Carr) مواليد 10 مارس 1948 في واشنطن العاصمة، هو لاعب كرة سلة أمريكي سابق بدأ مسيرته الاحترافية في سنة 1971. تم اختياره من قبل فريق كليفلاند كافالييرز خلال الدرافت. يبلغ طوله 6 قدم 4 بوصة (1.9 م). اعتزل اللعب في 1981.

## المسيرة الاحترافية
لعب مع كليفلاند كافالييرز من سنة 1971 إلى 1980، ثم لعب مع دالاس مافيريكس في سنة 1980، ثم لعب مع واشنطن ويزاردز في موسم 1980–1981.

## روابط خارجية
- أوستن كار على موقع إن بي أي (الإنجليزية)
- أوستن كار على موقع سبورتس رفرنس (الإنجليزية)
- أوستن كار على موقع كلية كرة السلة في سبورتس رفرنس.كوم (الإنجليزية)
- أوستن كار على موقع ريلجم (الإنجليزية)
- أوستن كار على موقع بروبوليرز (الإنجليزية)
- أوستن كار على موقع قاعة المشاهير الجامعة الوطنية لكرة السلة (الإنجليزية)